# B2 First

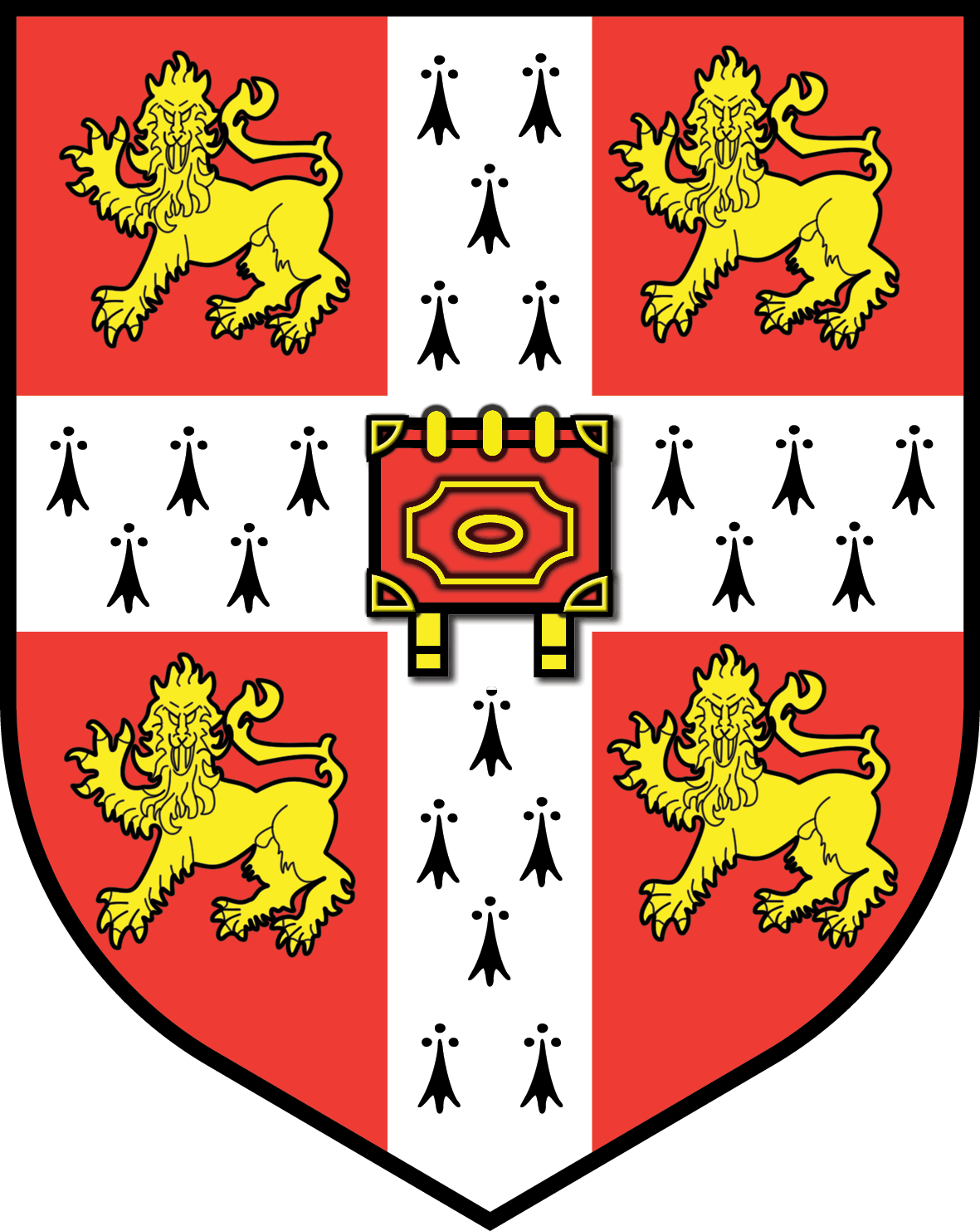
Escudo de armas de la Universidad de Cambridge, otorgado para uso del Canciller, Maestros, Becarios y Académicos como entidad corporativa.

First Certificate in English (FCE) es uno de los exámenes de nivel de inglés, afiliado a la Universidad de Cambridge, el cual equivale al nivel B2 del Marco Común Europeo de Referencia para las lenguas. Su aprobación prueba la capacidad de hablar el idioma inglés de manera eficiente en sociedad. Cada año más de cinco millones de personas se presentan a los exámenes de Cambridge debido a su gran reconocimiento internacional. A escala Iberia más de 15.000 empresas, universidades y gobiernos aceptan los exámenes de Cambridge, entre ellos el First Certificate in English, como acreditación de las capacidades del hablante.

## Estructura del examen
El examen consta de 4 partes, las cuales se aprueban obteniendo una calificación de A, B o C. Este examen tiene validez de por vida, por lo tanto, no caduca.
| Parte del examen         | Evaluación                                                          | Tiempo establecido a mi |
| ------------------------ | ------------------------------------------------------------------- | ----------------------- |
| Reading & Use of English | Comprensión de lectura, uso de la gramática y vocabulario en inglés | 75 minutos              |
| Writing                  | Producción de textos                                                | 80 minutos              |
| Listening                | Comprensión auditiva                                                | 40 minutos aprox.       |
| Speaking                 | Expresión oral                                                      | 14 minutos aprox.       |

### Reading & Use of English
Dura 1 hora y 15 minutos. Consta de 7 partes.
PARTE 1: Un texto con preguntas de múltiple elección. Cada pregunta tiene 4 opciones de respuesta.
PARTE 2: Un texto con espacios que tendrás que rellenar con la palabra correcta.
PARTE 3: Hay un texto con 8 espacios. Cada espacio representa una palabra. Al final de cada línea hay una palabra base que tendrás que modificar para completar las frases correctamente.
PARTE 4: Cada pregunta consiste en una frase seguida de una palabra clave y una frase con un espacio en el medio. Tienes que usar esa palabra clave para completar la segunda frase de tal manera que tenga el mismo significado que la primera.
PARTE 5: Un texto con preguntas de múltiple elección. Para cada pregunta hay 4 opciones de respuesta.
PARTE 6: Un texto largo con espacios numerados que representan párrafos que faltan. Después del texto hay unos párrafos que no estarán acomodados en un orden correcto. Tienes que leer el texto y decidir qué párrafo mejor cuadra en cada espacio.
PARTE 7: Una serie de extractos seguidos de un texto dividido en secciones o varios textos cortos. Tienes que relacionar cada extracto con la sección o texto donde puedes encontrar la información.

### Writing
Dura 1 hora y 20 minutos. Consta de dos partes.
PARTE 1: Una redacción de una sola opción obligatoria (Essay).
PARTE 2: A escoger entre cuatro tareas obligatorias (de carácter variado como artículos, reportes, cartas, solicitudes, historias y reseñas —reviews—).

### Listening
Dura aproximadamente 40 minutos. Formado por 4 partes.
PARTE 1 (multiple choice): Se oyen 8 extractos o conversaciones y hay que responder una pregunta sobre cada uno de ellos, con 3 opciones cada una.
PARTE 2 (sentence completion): Se reproduce una entrevista o una declaración generalmente, de alrededor de 3 minutos de duración, y se debe completar un texto con palabras (reformadas o no) del extracto.
PARTE 3 (multiple matching): Se escuchan 5 cortos monólogos y hay que unir cada uno de ellos con una de las 8 frases del ejercicio, sobrando tres.
PARTE 4 (multiple choice): Se escucha una entrevista de aproximadamente 3 minutos y hay que responder preguntas, con 3 opciones cada una.

### Speaking
La duración de esta prueba es de 14 minutos. Los candidatos son evaluados en parejas de dos o tres dependiendo de la disponibilidad del centro examinador. Dentro del aula, se encontrarán el Interlocutor (dirige la evaluación e indica las instrucciones) y el Assessor (se ubica en un costado y únicamente toma nota y evalúa a los candidatos).
Consta de cuatro partes:
PARTE 1: Conversación con el examinador. Tendrás que ofrecer información sobre tu vida.
PARTE 2: El examinador te entregará 2 fotos y te pedirá que hables sobre ellas. Tienes que hablar durante 1 minuto sin interrupción y después el interlocutor le pedirá al otro candidato que comente tus fotos durante 30 segundos. El otro candidato recibirá otras fotos y tú tienes que escuchar y comentar cuando acaba de hablar. La pregunta que tienes que contestar está escrita en el encabezado de la página para acordarte sobre que tienes que hablar.
PARTE 3: Conversación con el otro candidato. El examinador les entrega un material y una tarea por hacer. Tienes que hablar con el otro candidato y llegar a una conclusión.
PARTE 4: Conversación con el otro candidato (el examinador los guiará haciendo preguntas) sobre temas o cuestiones relacionadas con la PARTE 3.

## Títulos de inglés general de ESOL de Cambridge
- Key (KET - Key English Test): Nivel Básico (A2 en el Marco común europeo de referencia para las lenguas (MCERL)). Este examen acredita que el hablante es capaz de: entender y usar frases y expresiones básicas de uso corriente, presentarse y responder preguntas sencillas acerca de detalles personales, interactuar con personas angloparlantes cuando su habla es lenta y clara, escribir notas cortas y sencillas.
- Preliminary (PET - Preliminary English Test): Nivel Intermedio (B1 en el MCERL). Mediante el PET se certifica que el hablante puede: entender los puntos principales de instrucciones directas y anuncios; afrontar la mayoría de situaciones que salen al paso en viajes al extranjero, en países de habla inglesa; formular preguntas simples e intervenir en conversaciones del ámbito laboral; redactar correos electrónicos, cartas y tomar notas sobre cuestiones cotidianas.
- First (FCE - First Certificate in English): Nivel Intermedio-alto (B2 en el MCERL). Mediante el FCE se certifica la capacidad del hablante en: desarrollar habilidades en la vida cotidiana en inglés, tanto para el ámbito laboral como para el académico; usar en su día a día el inglés escrito y el oral en un nivel intermedio-alto. Prepara para trabajar o estudiar en el extranjero o en un entorno de habla inglesa.
- Advanced (CAE - Certificate in Advanced English): Nivel Avanzado (C1 en el MCERL). Un alumno certificado por el CAE es capaz de: entender una variedad extensa de textos lingüísticamente complejos; expresarse con soltura y de forma espontánea en contextos anglófilos; hacer un uso efectivo del idioma en distintos contextos, desde situaciones sociales a ámbitos laborales o académicos; redactar textos en inglés claros, bien estructurados y detallados acerca de temas que entrañan cierta complejidad.
- Proficiency (CPE - Certificate of Proficiency in English): Nivel Profesional (C2 en el MCERL). Un hablante certificado por el CPE está dotado para: entender una variedad de textos más extensa y con complejidad lingüística; expresarse espontáneamente en inglés y de forma cómoda, con soltura; hacer un uso efectivo del inglés en contextos sociales, académicos y laborales; redactar correctamente textos claros, con la estructura adecuada y entrando en matices incluso acerca de temáticas complejas. El CPE es la certificación más avanzada de Cambridge English Language Assessment y constituye la acreditación requerida por muchas universidades del Reino Unido y otros países de habla inglesa para acceder a cursos de educación superior.